# Selva de terres baixes de São Tomé, Principe i Annobón

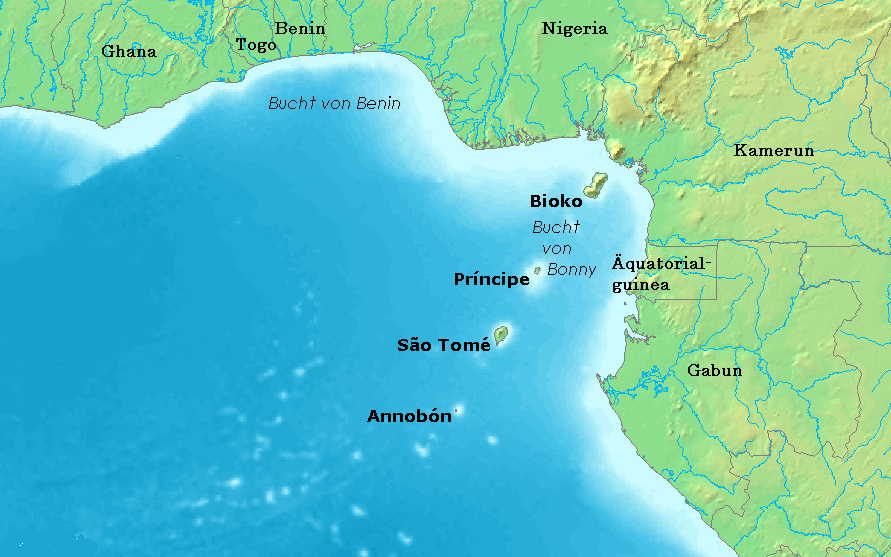
Mapa de la zona

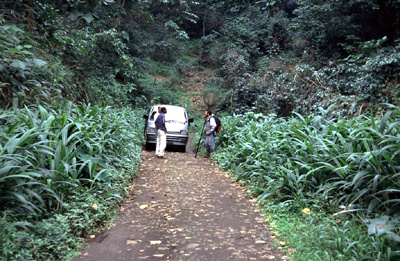
Bosc de São Tomé

La selva de terres baixes de São Tomé, Principe i Annobón és una ecoregió de la zona afrotròpica, definida per WWF, que cobreix les illes de São Tomé i Príncipe, així com la d'Annobón, pertanyent a Guinea Equatorial.
Forma, juntament amb les ecoregions de selva costanera del Cross-Sanaga i Bioko i selva costanera equatorial atlàntica, la regió denominada selva costanera del Congo, inclosa en la llista Global 200.

## Descripció
És una ecoregió de selva plujosa que ocupa una extensió de 981 quilòmetres quadrats. Es tracta de tres illes volcàniques que formen part de la dorsal del Camerun, que abasta, a més d'aquestes illes, Bioko i la serralada de Camerun. Són illes muntanyenques; Sao Tomé aconsegueix una altitud de 2024 msnm, Príncipe, 948 msnm i Annobón, 695 msnm.

## Flora
La vegetació natural d'aquestes illes consistia en selva humida de terres baixes, que es feia més seca a les zones menys exposades als vents dominants. En els cims hi ha selva montana, amb plantes típiques de la flora afromontana, com la conífera podocarpàcia Afrocarpus mannii de les altures de Sao Tomé.

## Endemismes
Entre les plantes, hi ha 95 espècies i un gènere endèmics a Sao Tomé, 37 espècies endèmiques a Principe, i 20 a Annobón. Només 16 de les plantes endèmiques de l'ecoregió es troben en diverses illes. Destaquen les rubiàcies, les euforbiàcies i les orquídies, a més de les begonies, entre les quals es troben alguns exemples de gigantisme insular, com Begonia crateris i Begonia baccata.
Les aus endèmiques són nombroses:
- Capsigrany de Sao Tomé (Lanius newtoni), a Sao Tomé
- Estrígid de Sao Tomé (Otus hartlaubi)
- xerraire de Dohrn (Horizorhinus dohrni), en Príncep
- espeiropo de l'illa Príncep (Speirops leucophoeus)
- estúrnid brillant real (Lamprotornis ornatus), en Príncep
- ibis de Sao Tomé (Bostrychia bocagei)
- blauet de Sao Tomé (Alcedo thomensis)
- blauet de Príncipe (Alcedo nais)
- monarca de Sao Tomé (Terpsiphone atrochalybeia)
- monarca d'Annobón (Terpsiphone smithii)
- nectarina de Sao Tomé (Dreptes thomensis)
- nectarina de Príncipe (Anabathmis hartlaubii)
- nectarina de Newton (Anabathmis newtonii), a Sao Tomé
- Zosteròpid de Principe (Zosterops ficedulinus), a Sao Tomé i Principe
- Zosteròpid d'Annobón (Zosterops griseovirescens), a les tres illes
- oropéndola de Sao Tomé (Oriolus crassirostris)
- coloma de Sao Tomé (Columba thomensis)
- coloma senzilla (Columba simplex), a Sao Tomé
- coloma de Malherbe (Columba malherbii), a les tres illes
- sílvid de Bocage (Amaurocichla bocagii), a Sao Tomé i Principe
- pinsà teixidor de Sao Tomé (Neospiza concolor)
- prinia de Sao Tomé (Prinia molleri)
- serín de Príncep (Serinus rufobrunneus), a Sao Tomé i Principe
- teixidor de Sao Tomé (Ploceus sanctithomae)
- teixidor de Príncep (Ploceus princeps)
- falciot de Sao Tomé (Zoonavena thomensis), a Sao Tomé i Principe
- vinago de Sao Tomé (Treron sanctithomae)
- túrdid de Príncep (Turdus xanthorhynchus)
- túrdid de Sao Tomé (Turdus olivaceofuscus)

Entre els escassos mamífers indígenes hi ha tres espècies endèmiques: la musaranya de Sao Tomé (Crocidura thomensis) i dues ratapinyades, Myonycteris brachycephala, l'únic mamífer amb fórmula dental asimètrica, i Chaerephon tomensis, descobert a la fi del segle xx.
De les 24 espècies de rèptils presents, només 6 no són endèmiques, i és possible que hagin estat introduïdes per l'home.
Hi ha un gran nombre d'endemismes en diversos grups d'invertebrats, com els lepidòpters i els gastròpodes terrestres.

## Estat de conservació
Vulnerable. Moltes de les espècies endèmiques estan amenaçades d'extinció a causa de les seves petites poblacions i a la introducció d'espècies foranes.
La principal amenaça és l'agricultura. S'estima que només queden 240 km² de selva primària a Sao Tomé, i 40 km² en Príncep, encara que en grans àrees s'està regenerant selva secundària.

## Protecció
A Sao Tomé i Principe es troba el Parc Nacional d'Ôbo. L'illa d'Annobón està protegida íntegrament.